# Liszicsanszk
Liszicsanszk (ukránul: Лисичанськ; oroszul: Лисича́нск) város Ukrajna keleti részén. 

## Népessége
A 2001-es ukrán népszámlálás szerint 115 229 lakosa volt.
| Népesség | 115,229 | 105,689 | 95,031 |

### Etnikumok
A 2001. évi ukrán népszámlálás szerint a népesség 
- 64,57%-a orosz
- 33,68%-a ukrán,
- az elenyésző maradék: belarusz, moldován, bolgár stb.